# Komárno (district de Kroměříž)
Pour les articles homonymes, voir Komarno.
Komárno (en allemand : Komarno) est une commune du district de Kroměříž, dans la région de Zlín, en Tchéquie. Sa population s'élevait à 262 habitants en 2025.

## Géographie
Komárno se trouve à 25 km au nord-nord-est de Zlín, à 32 km au nord-ouest de Kroměříž et à 251 km à l'est-sud-est de Prague.
La commune est limitée par Provodovice et Kelč au nord, par Kunovice à l'est, par Podhradní Lhota au sud, et par Osíčko à l'ouest.

## Histoire
La première mention écrite du village date de 1317.

## Transports
Par la route, Komárno se trouve à 24,5 km de Zlín, à 32 km de Kroměříž, à 89 km de Brno et à 252 km de Prague.

## Source
- (cs) Cet article est partiellement ou en totalité issu de l’article de Wikipédia en tchèque intitulé « Komárno (okres Kroměříž) » (voir la liste des auteurs).